# Tendam

Logotipo de Cortefiel.

Tendam, anteriormente denominada Grupo Cortefiel, es una de las principales compañías europeas del sector moda en el segmento de las cadenas especializadas. Fundado en Madrid en 1880, está presente en más de 70 países, con más de 1800 puntos de venta.
Tendam comercializa las marcas Women'secret, Springfield, Cortefiel, Pedro del Hierro, Hoss Intropia, Slowlove, High Spirits, Fifty, Dash and Stars, Ooto y Hi&Bye.
Desde febrero de 2025 el grupo pertenece a la familia real de Abu Dabi vía su brazo inversor, Multiply Group, que adquirió el 68%.

## Historia
Fundada en Madrid en 1880, el origen de la compañía es la mercería puesta en marcha por los hermanos Felipe y Rufino García Quirós habían heredado una pequeña mercería en la calle Romanones de Madrid.
En mayo de 2005 los fondos de capital riesgo CVC Capital Partners, PAI y Permira adquieren 86,82% de Cortefiel. 
Tras un plan de saneamiento que termina en 2017, el 17 de abril de 2018 se produjo el cambio a la actual denominación Tendam.
Desde 2019, el presidente y consejero delegado (CEO) de la compañía es Jaume Miquel Naudi. Tanto él como su equipo directivo permanecieron en el cargo tras la adquisición de Tendam en 2025 por parte de la familia real de Abu Dabi.

## Marcas
La compañía cuenta con ocho marcas propias: Cortefiel (1945), Springfield (1988), Pedro del Hierro (1992), Women’secret (1993), Fifty (1997), Hoss Intropia (2019), Slowlove (2021) y High Spirits (2021):
- Cortefiel: La primera marca de la empresa de los hermanos Quirós, creada en 1945.
- Springfield: Creada en 1988, es la marca casual wear más internacional de Tendam.
- Pedro del Hierro: Firma creada por el diseñador madrileño del mismo nombre en 1974, se incorporó en exclusiva a Cortefiel en 1989 y es propiedad del grupo desde 1992.
- Women’secret: Marca de corsetería y lencería lanzada en 1993.
- Fifty: Primer outlet multimarca especializado en moda creado en 1997. Cuenta con puntos de venta en España, Portugal, Bosnia y Herzegovina, Serbia, México, Croacia y Hungría en los que se pueden encontrar prendas de Cortefiel, Pedro del Hierro, Springfield y Women’secret, además de su propia marca, Milano.[cita requerida]
- Hoss Intropia: Marca creada en 1994 por Constan Hernández, fue adquirida por Tendam para relanzarla en 2020, es una la marca especializada en moda femenina.[11]
- Slowlove: Fundada por las periodistas Sara Carbonero e Isabel Jiménez que se incorpora al portfolio de marcas de Tendam en marzo de 2021.[12]
- High Spirits: En marzo de 2021, Tendam lanza esta marca junto a la influencer española Maria Pombo, dirigida a mujeres de entre 18 y 35 años.

## Deslocalización
A lo largo del siglo XXI, y con el objetivo de reducir costes, Cortefiel mantuvo una política de subcontratación y deslocalización a países con mano de obra barata. Para el año 2006, el 15% de su producción se llevaba a cabo en sus propias fábricas y el resto en subcontratas.
En 2005, Cortefiel cerró la fábrica que tenía en Madrid, la primera que había creado, con lo que toda la producción en España pasó a la fábrica de Málaga, que cerró un año después. Con estos cierres, la producción de Cortefiel se repartía entre dos fábricas en Marruecos más una participación del 50% de la empresa marroquí Pantco, más otra fábrica en Hungría, aunque la empresa tenía el objetivo de trasladar la producción a Asia.

## Imágenes históricas

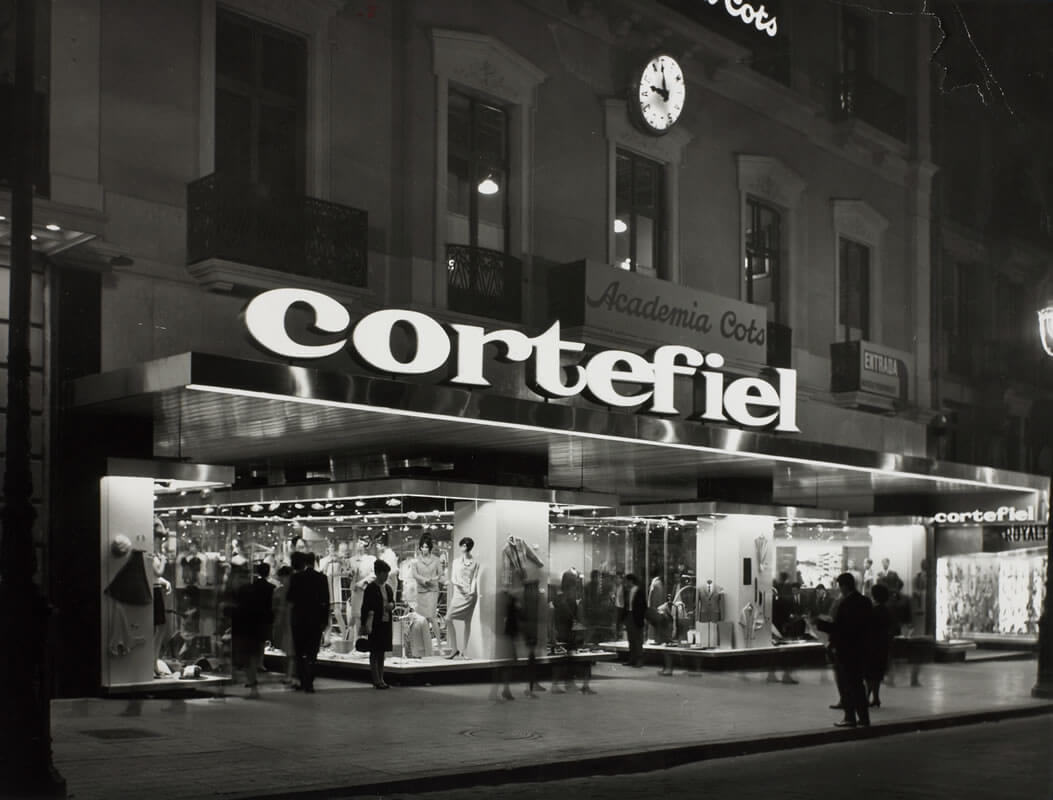
Tienda Cortefiel Barcelona
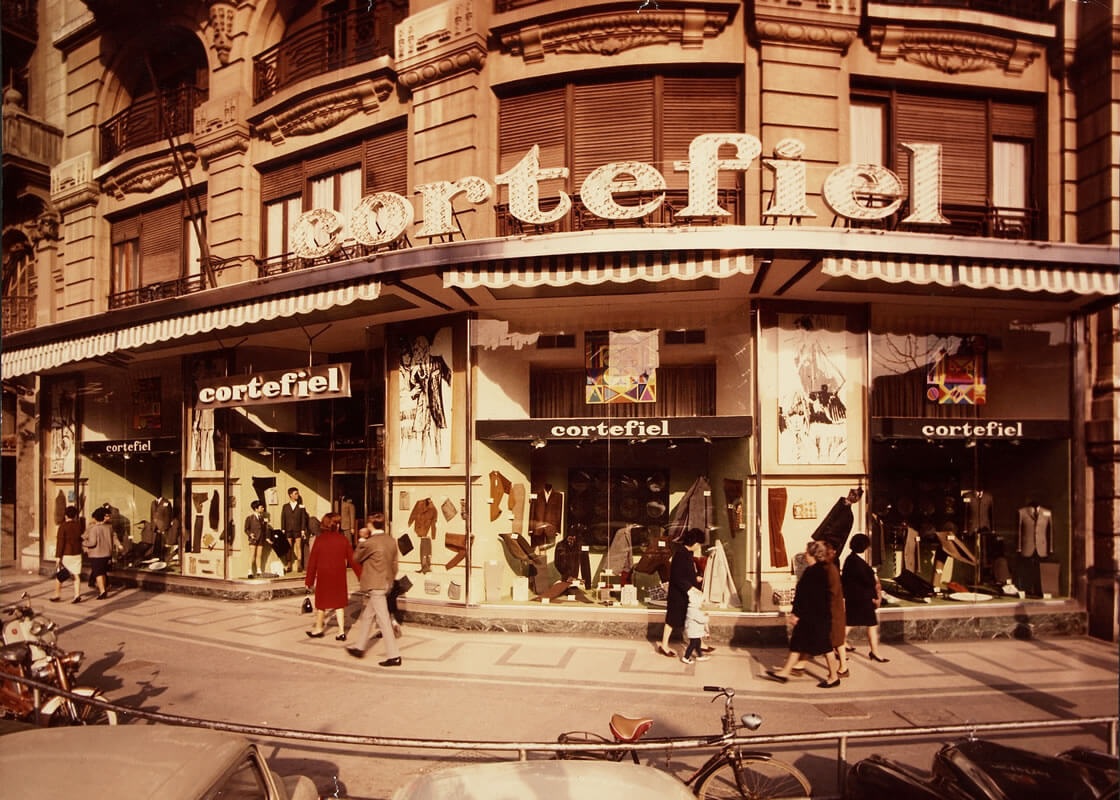
Tienda Cortefiel Valencia
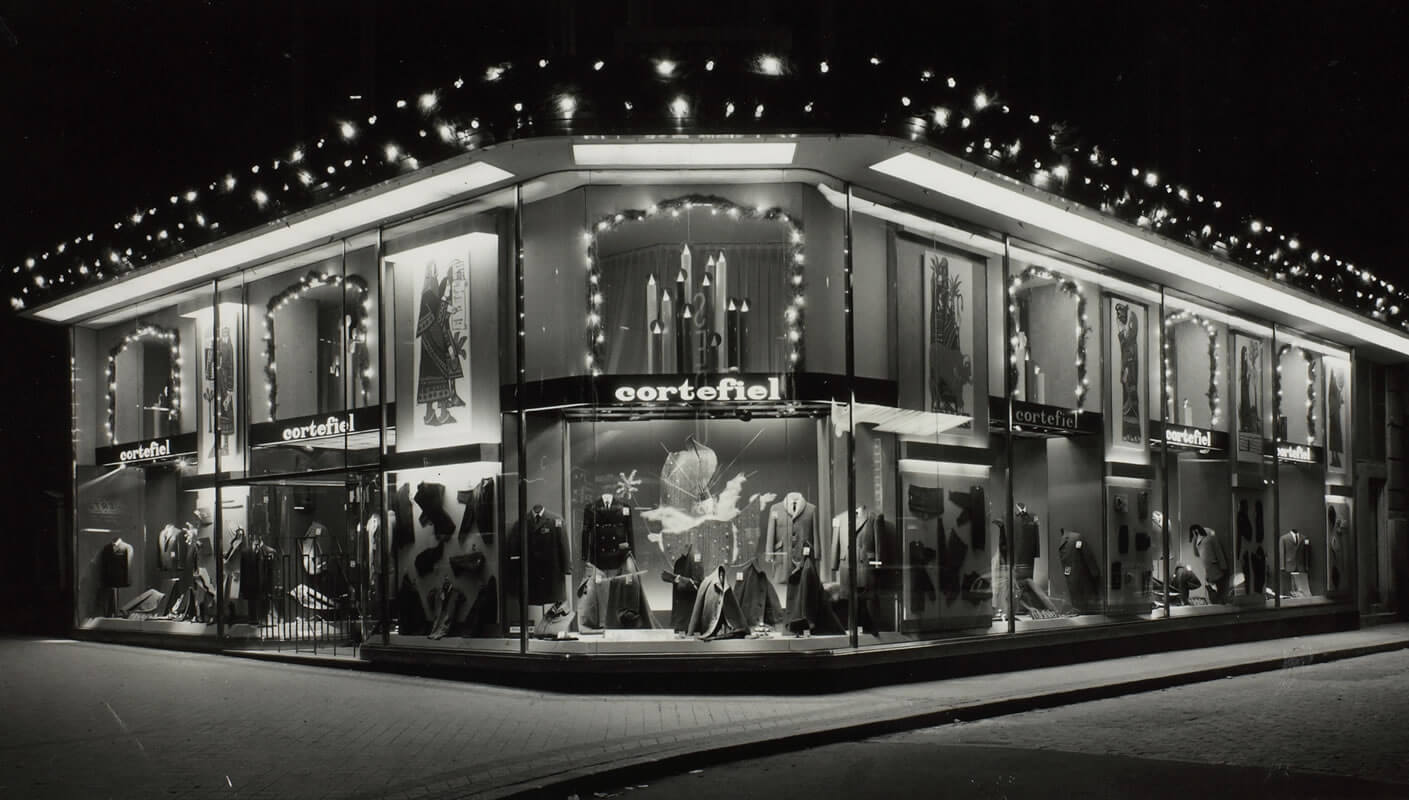
Tienda Cortefiel Madrid